# Christopher Kelk Ingold
Pour les articles homonymes, voir Ingold.
Christopher Kelk Ingold (né en 1893 à Londres et mort en 1970 à Edgware), est un chimiste britannique.

## Biographie
Ingold commence ses études scientifiques en 1913 à l'université Hartley de Southampton, puis à l'Imperial College de Londres, où il obtient en 1921 son titre de docteur et exerce en tant que maître de conférences de chimie organique pendant quelques années. En 1930, il devient professeur de chimie organique à l'Université de Leeds. En 1937, il revient à Londres, où jusqu'en 1961, il dirige le département de chimie de l'University College de Londres. Il reçoit le Norris Award in Physical Organic Chemistry en 1965.
Ingold apporte d'importantes contributions pour la description, la classification et la prédiction des réactions de chimie organique basées sur le comportement des électrons dans les molécules. Entre autres, il développe et élargit les concepts de mésomérie, de substitution nucléophile et de réaction d'élimination.
Avec Robert Sidney Cahn et Vladimir Prelog, il est le concepteur de la règle de Cahn-Ingold-Prelog pour la description de molécules organiques complexes.
Il est fait chevalier en 1958. Son fils Keith Usherwood Ingold est également un chimiste reconnu.

## Récompenses
- 1946 : médaille Davy